# ريد ستوري
ريد ستوري هو لاعب كرة القدم الكندية كندي، ولد في 5 مارس 1918 في باري في كندا، وتوفي في 15 مارس 2006 في مونتريال في كندا.